# Боспієк
Боспієк (кирг. Боспиек) — село в Аксийському районні Джалал-Абадської області Киргизстану. Територіально входить до Джерге-Талського аїльного округу з центром у селі Джерге-Тал.

## Історія
17 березня 2002 року жителі села вийшли на демонстрацію протесту проти передачі частини киргизьких теренів Китаю. Поштовхом до протестів місцевих жителів послугував арешт киргизького депутата Азимбека Бекназарова, уродженця тутешніх місць. Влада застосувала проти демонстрантів вогнепальну зброю, у результаті чого загинуло шість людей, ще кількадесят людей отримали поранення різного ступеня тяжкості. Ці події серйозно вплинули на політичну ситуацію у країні, привели до відставки уряду Курманбека Бакієва і значно знизили рейтинг втрачаючого популярність Аскара Акаєва, що був тоді президентом Киргизстану.
Після тюльпанової революції, 17 березня, жителі села були посмертно представлені до нагород медаллю «Ердик». Біля села Боспієк було споруджено меморіальний комплекс «Шейит Мазары», біля якого проходять щорічні акції пам'яті трагічних подій 2002 року за участю перших осіб держави. У 2007 році у п'яту річницю Аксийських подій меморіальний комплекс відвідав Курманбек Бакієв, що був тоді президентом Киргизстану. 17 березня 2016 року меморіальний комплекс відвідав Президент Киргизії Алмазбек Атамбаев.

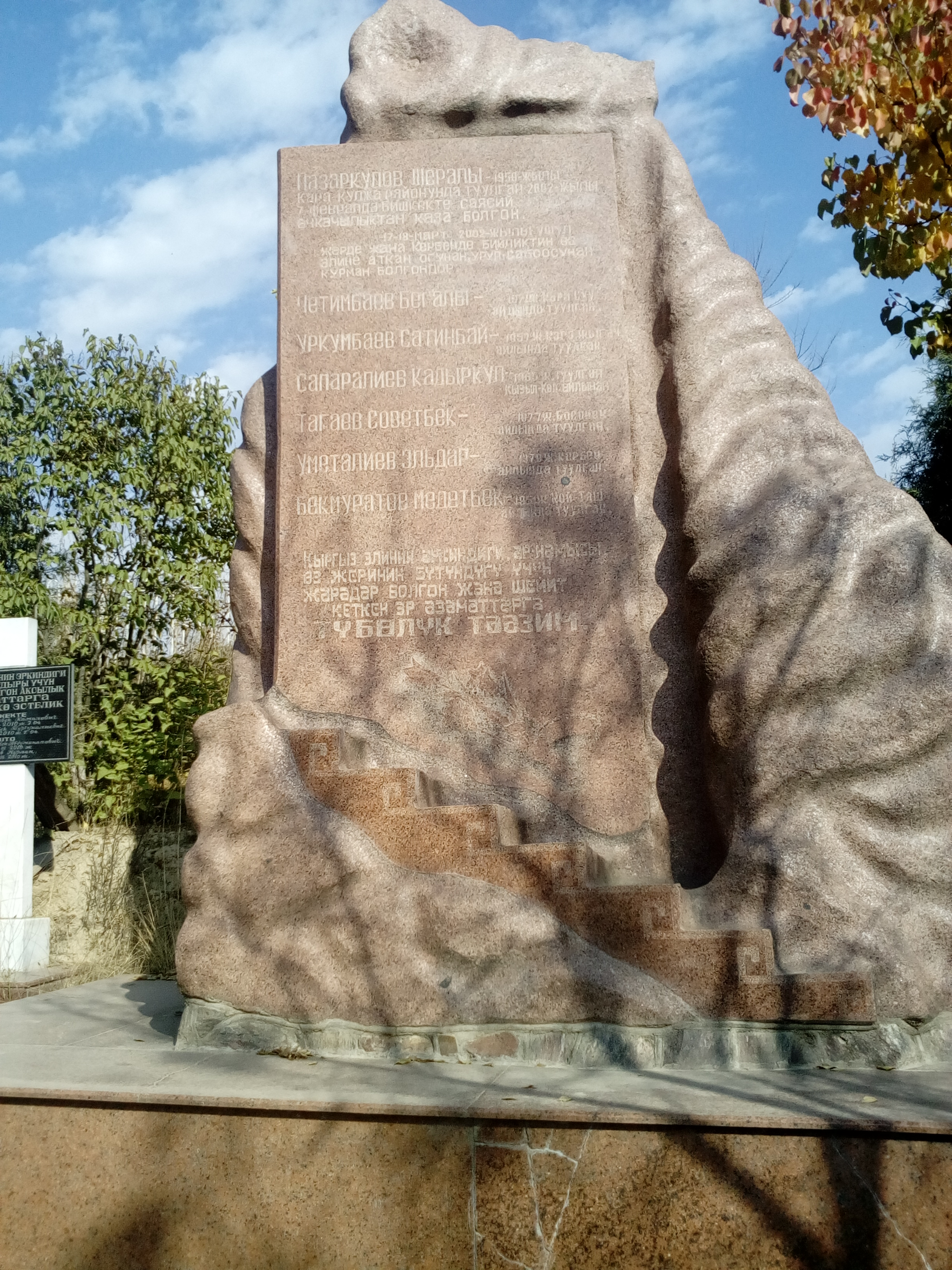
Шейїт мазари
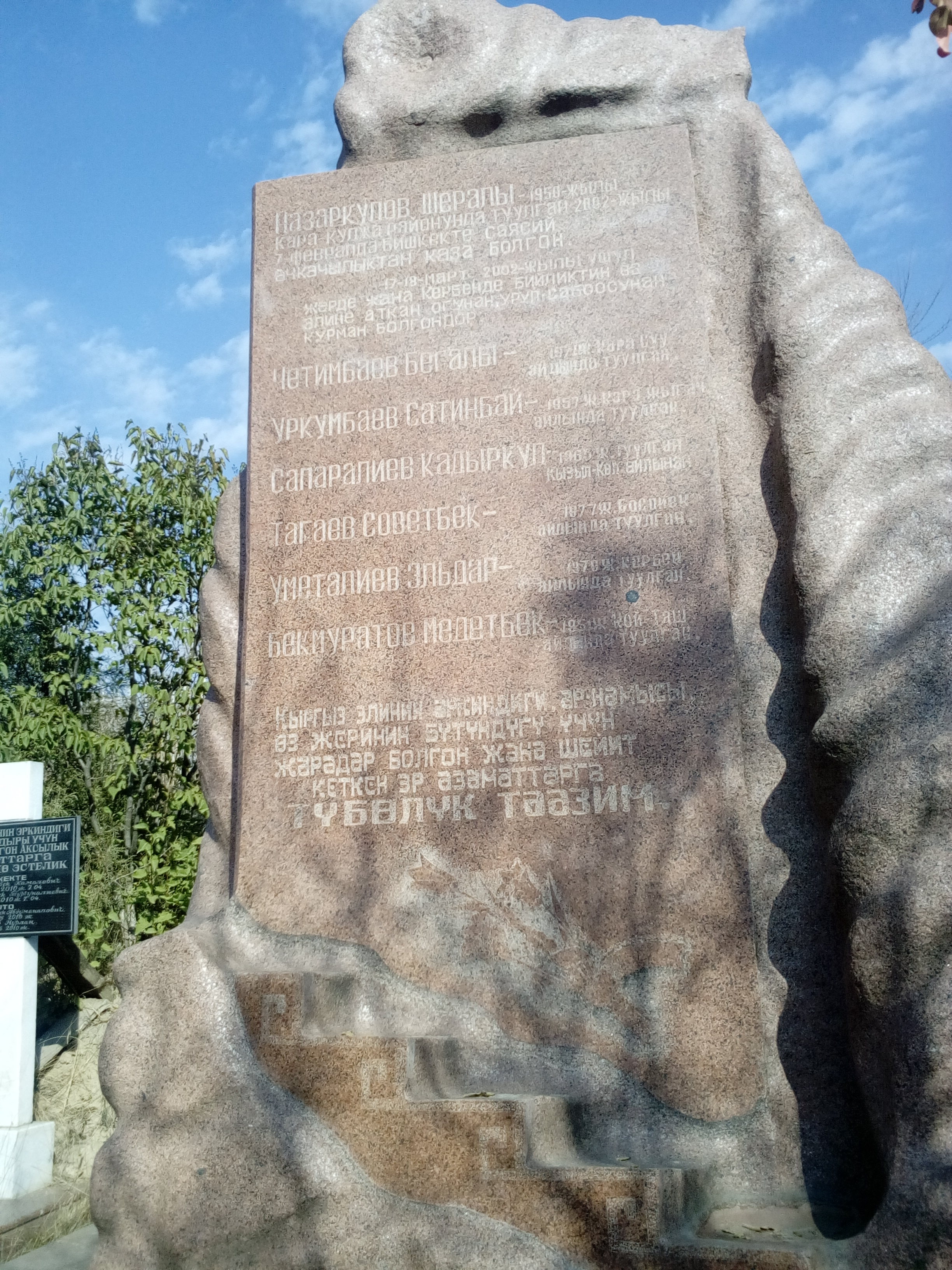
Шейїт мазари
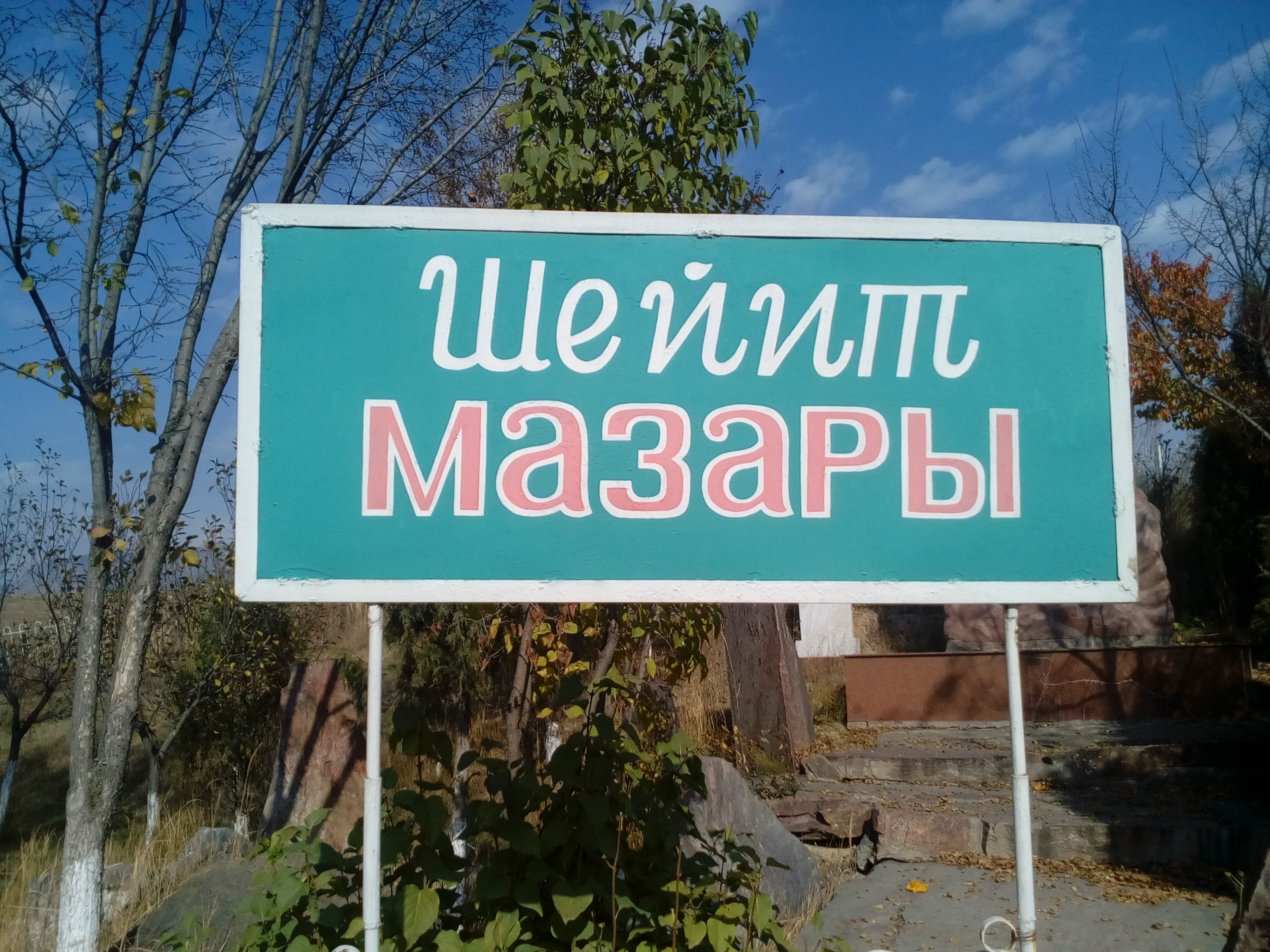
Шейїт мазари (вихід)